# Atelopus fronterizo
Atelopus fronterizo — вид отруйних жаб родини ропухових (Bufonidae). Описаний у 2021 році.

## Назва
Видовий епітет fronterizo відноситься до області, в якій поширений вид, тобто до кордону між Панамою та Колумбією. Панамці використовують назву  «fronterizo» для позначення працівників панамської прикордонної поліції SENAFRONT (ісп. Servicio Nacional de Fronteras, Національна прикордонна служба), що охороняє цей регіон, включаючи місце проживання цього виду жаби. SENAFRONT допомогла збільшити знання про дику природу району, повідомляючи про спостереження, записуючи звуки та фотографуючи місцеву фауну.

## Поширення
Atelopus fronterizo трапляється в гірському масиві Дарієн на північному сході Панами та на північному заході Колумбії, а також у східних панамських гірських лісах та вологих лісах Чоко-Дарієн.